# Cereopsius luctor
Cereopsius luctor es una especie de escarabajo longicornio del género Cereopsius,  subfamilia Lamiinae. Fue descrita científicamente por Newman en 1842.
Se distribuye por Filipinas. Mide 20 milímetros de longitud.